# 堀川真理
堀川真理（1992年5月3日—），出生於日本東京都葛飾區，是一位日本女子排球運動員，目前效力於東麗箭，場上位置為主攻、二傳。身高183公分，體重68公斤。

## 生涯簡介
父親是加拿大人，母親則為日本人，因此擁有兩國的國籍，
在2007年JOC杯上，以球隊王牌的身份獲得JOC、JVA盃獎。另外，也代表參加2008年亞洲青少年女子排球錦標賽，協助奪得冠軍，並取得2009年世界青少年女子排球錦標賽的參賽資格。隨後，也入選參與在泰國呵叻舉辦的前述賽事，最終以第五名作收，同時自身獲頒大會最佳二傳。高校時期，再度入選代表隊參加2010年亞洲青年女子排球錦標賽，儘管日本僅獲季軍，不過自己同樣奪得最佳二傳、最佳救球獎的殊榮。
2010年10月，加入V超級聯賽的東麗箭。2011年3月，入選日本女排。

## 生涯
- 所屬學校、球隊

上野天使 → 茅野市立北部中學校 → 共榮學園中學高等學校（ - 2011年） → 東麗箭（2011年 - ）
- 日本女排青少年隊 
  - 亞洲青少年排球錦標賽 - 2008年
  - 世界青少年女子排球錦標賽 - 2009年
- 日本女排青年隊 
  - 亞洲青年排球錦標賽 - 2010年
  - 世界青年女子排球錦標賽 - 2011年
- 日本女排（2011年）

## 榮譽

### 個人
- 2008年 - 2008年亞洲青少年女子排球錦標賽 最佳二傳
- 2010年 - 2010年亞洲青年女子排球錦標賽 最佳二傳、最佳救球獎

### 俱樂部
- 2011/12賽季V超級聯賽 -  冠軍
- 2012年天皇杯及皇后杯全日本排球選手權大會 -   亞軍
- 第61屆黑鷲旗全日本男女選拔排球大會 -  亞軍
- 2012年亞洲女子排球俱樂部錦標賽[3]-  亞軍
- 2012/13賽季V超級聯賽 -  亞軍

### 國家隊
青少年隊
- 2008年亞洲青少年女子排球錦標賽 -  冠軍

青年隊
- 2010年亞洲青年女子排球錦標賽 -  季軍

## 備註
1. ↑  プレスリリース 「東レアローズ」女子バレーボール部への新人選手の入部について Archive.today的存檔，存档日期2013-05-01
2. ↑  2011年度全日本女子バレーボールチーム登録メンバー発表PDF
3. ↑  . 日本排球協會.   [2012-08-24]. （原始内容存档于2012-08-15）.

## 外部連結
- FIVB球員介紹 （页面存档备份，存于） （英文）
- V聯賽球員介紹 （页面存档备份，存于） （日語）
- 東麗箭女排隊官方網站 （日語）
- 東麗箭女排選手簡介 - 堀川真理 （日語）